# Ryszard Legutko

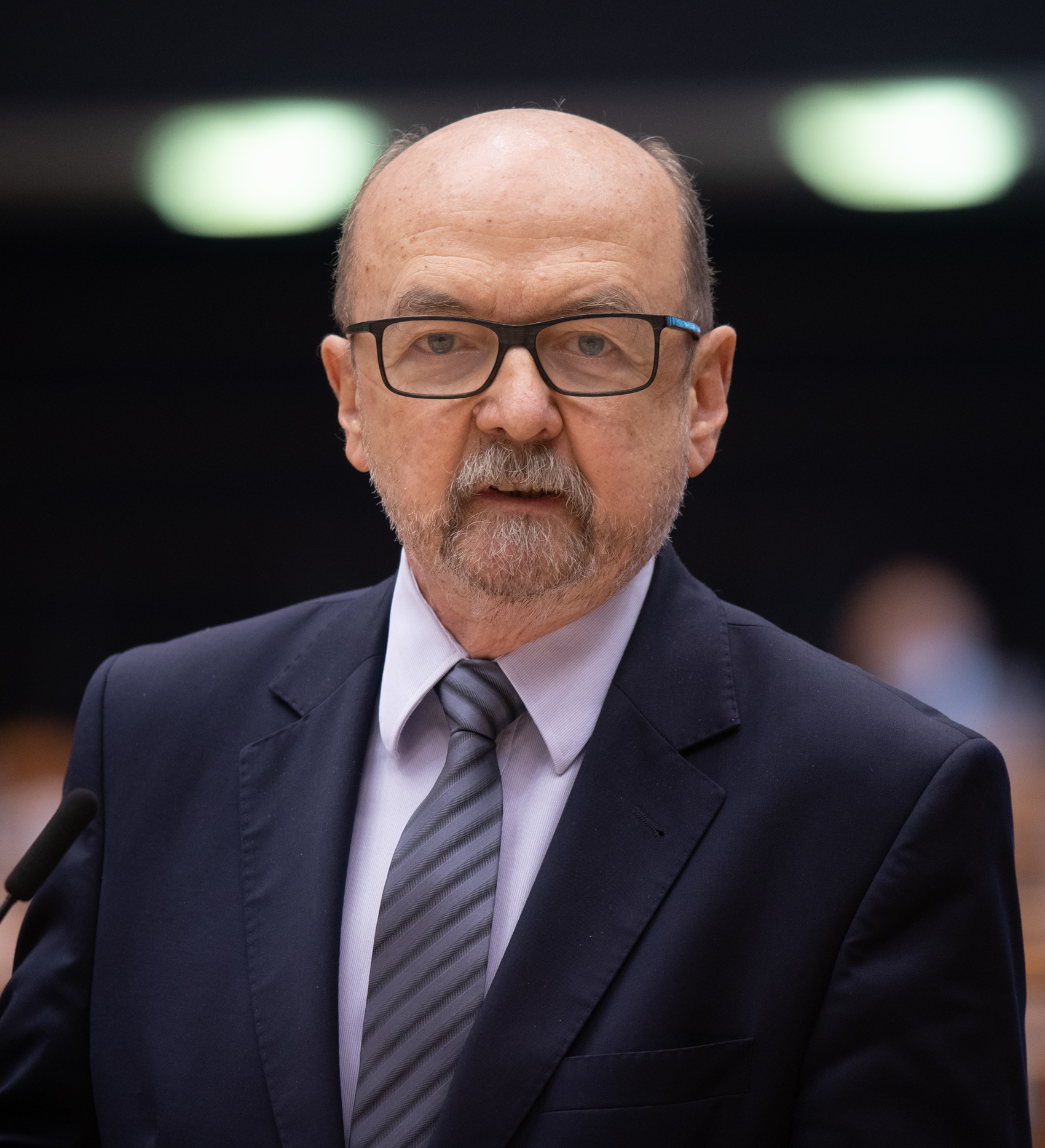
Ryszard Legutko (2020)

Ryszard Antoni Legutko (* 24. Dezember 1949 in Krakau) ist ein polnischer Philosoph und Politiker der Partei Recht und Gerechtigkeit (PiS). Er ist Professor für Geisteswissenschaften. Von 2005 bis 2007 gehörte er dem Senat an, wurde 2007 kurzzeitig Bildungsminister und anschließend Staatssekretär in der Kanzlei des Präsidenten. Seit 2009 gehört er dem Europäischen Parlament an.

## Akademische Laufbahn
Legutko studierte von 1968 bis 1973 englische Philologie an der Jagiellonen-Universität in Krakau, schloss mit einem Magister in Anglistik ab und studierte anschließend bis 1976 Philosophie. Seit 1975 arbeitete er auch als Hochschuldozent.
1981 promovierte er zum Doktor der Philosophie. In den 1980er Jahren war er einer der Herausgeber des oppositionellen Samisdats „Arka“.
Nach dem Systemwechsel habilitierte er schließlich 1991, noch immer an der Jagiellonen-Universität, zum Thema „Kritik der Demokratie in der politischen Philosophie Platos“ (Krytyka demokracji w filozofii politycznej Platona). Von 1992 bis 1998 unterrichtete er ebendort als Professor für Geisteswissenschaften.
1992 beteiligte er sich als Mitgründer des konservativen Think-Tanks Ośrodek Myśli Politycznej (Zentrum für politisches Denken), dem er von Beginn an bis 2005 als Präsident vorstand.
Legutko veröffentlichte zahlreiche Artikel und Bücher, von denen sich viele mit der Philosophie Platos und dessen Kritik an der Demokratie beschäftigen. Zudem übersetzte und kommentierte er Platos Werke Phaidon, Euthyphron und Apologie.

## Politische Laufbahn
Legutko wurde 2005 in Krakau für PiS in den polnischen Senat gewählt. Dort bekleidete er bis zum 4. November 2007 das Amt des stellvertretenden Sprechers. Am 13. August 2007 zum Bildungsminister im Kabinett Kaczyński ernannt, musste er dieses Amt auf Grund der vorgezogenen Neuwahlen (21. Oktober) bereits am 16. November desselben Jahres wieder aufgeben.
Da Legutko bei diesen Wahlen auch den Einzug in den Sejm verpasste, wurde er am 4. Dezember zum Staatssekretär in der Kanzlei des Präsidenten der Republik Polen berufen. Diese Funktion übte er bis zum 16. April 2009 aus.
Anschließend kandidierte er erfolgreich für die Europawahl 2009. 2014 gelang ihm abermals der Einzug in das Europäische Parlament. Dort war er ab 2011 stellvertretender Vorsitzender der Fraktion der Europäischen Konservativen und Reformer (EKR) und von 2014 bis 2017 stellvertretender Vorsitzender des Ausschusses für auswärtige Angelegenheiten (AFET). 
Im Juli 2017 wurde er Ko-Vorsitzender der EKR-Fraktion, die er zunächst an der Seite des Briten Syed Kamall und nach der Europawahl 2019 gemeinsam mit dem Italiener Raffaele Fitto (bis 2022) bzw. von 2023 bis 2024 mit Nicola Procaccini führte. Zudem war Legutko von 2014 bis zu seinem Ausscheiden aus dem Europäischen Parlament 2024 Delegierter in der Parlamentarischen Versammlung Europa-Lateinamerika sowie von 2019 bis 2024 stellvertretender Vorsitzender der Delegation im Gemischten Parlamentarischen Ausschuss EU-Chile.

## Politische Positionen und Kritik
Im Jahr 2016 publizierte Legutko das Buch Der Dämon der Demokratie. Totalitäre Strömungen in liberalen Gesellschaften. Er sieht Ähnlichkeiten zwischen Kommunismus und liberaler Demokratie insofern, als beide für einen Multinationalismus eintreten und den Nationalstaaten das Recht rauben, sich zu organisieren, wie sie es wollen. Darauf führt er die säkularen Züge der Gesellschaft, die Toleranz gegen Homosexualität und die Massenimmigration nach Europa zurück. Es seien tyrannische Sozialtechnologien. Was fehle, seien der Sinn für die ewige Wahrheit und fester Glaube. Er knüpft damit an Leo Strauss an.
Ähnlich negativ äußert er sich 2021 im Nachwort zu Zbigniew Janowski Homo Americanus: The Rise of Totalitarian Democracy in America (Dissident American Thought Today). Der Meinungsdruck der permissiven  Mehrheit unterdrücke andere Auffassungen.
Für Aufsehen sorgte seine 2009 getätigte Äußerung gegenüber Schülern, die sich für eine Entfernung von christlichen Kreuzen aus den Räumen öffentlicher Schulen einsetzten, diese seien verzogene Rotznasen („rozpuszczeni smarkacze“) und ihre Äußerungen seien typische Blagenkrawalle („typowa szczeniacka zadyma“). Die Schüler hatten sich auf eine Entscheidung des Europäischen Gerichtshofes für Menschenrechte berufen, nach der die Verwendung solcher religiöser Symbole eine Verletzung der Gedankenfreiheit darstellen können (siehe Kruzifix-Beschluss). Legutko wurde für diese Äußerungen wegen Verletzung von Persönlichkeitsrechten verurteilt, wogegen er sich erfolglos durch Berufung auf seine parlamentarische Immunität zu wehren versuchte.

## Schriften (Auswahl)
- Ryszard Legutko: Der Dämon der Demokratie: totalitäre Strömungen in liberalen Gesellschaften. Karolinger, Wien 2017, ISBN 978-3-85418-176-7.